# Kriket na Olimpijskim igrama
Kriket na Olimpijskim igrama se održao samo u jednom izdanju Igara, bilo je to na Igrama u Parizu 1900. godine. Iako su bile prijavljene četiri momčadi, na kraju su zbog otkaza Belgije i Nizozemske ostale samo dvije, i to obje s britanskim igračima: za Francusku su igrali članovi britanskog veleposlanstva!
Kriket se nakon tih igara nikad više nije pojavio u olimpijskom programu.

## Osvajači odličja na OI u kriketu
| Olimpijske igre | Zlato                                | Srebro                                    | Bronca |
| --------------- | ------------------------------------ | ----------------------------------------- | ------ |
| Pariz 1900.     | Devon and Somerset Wanderers CC (UK) | Ambassade britannique à Paris (Francuska) | -      |